# 雪莉 (1994年)
崔真理（羅馬化：Choi Jin-ri；1994年3月29日—2019年10月14日），藝名雪莉（羅馬化：Sulli），韓國女歌手、演員及主持人，出道前曾以童星身份拍攝多部電視劇和電影。2009年以韓國女子團體f(x)正式出道，隊內擔任副饒舌、副唱及門面擔當。
2015年8月7日，宣布退出團體並以演員身份繼續進行演藝活動。2019年6月29日，推出首張個人單曲《哥布林 (Goblin)》以個人身份出道；同年10月14日，被經紀人發現在其寓所身亡，終年25岁。

## 早年生活與教育程度
崔真理出生於韓國釜山廣域市海雲臺區，有兩位哥哥和一位弟弟。最年長的哥哥崔炯輝（音譯）是海鮮餐廳廚師。真理未正式出道前就已經以童星的身份拍攝多部電視劇和電影，在片場客串的時候，被SM公司星探發掘，並受邀參加選拔賽。2005年，通過青少年組表演組大賞，進入所屬公司培訓，經歴為期四年的練習生時間。崔真理在當練習生期間曾被選為SM娛樂公司練習生代表，參加SM娛樂十週年慶典，與社長李秀滿、東方神起鄭允浩及安七炫等人，共同切生日蛋糕，並代表所有工作人員及藝人，領唱生日快樂歌。在小學五年級，曾與少女時代成員太妍和蒂芬妮同住同一個宿舍，直到她們以少女時代成員的身份出道。崔真理曾就讀於中部初等學校（梁山市）、首爾淸潭初等學校、首爾淸潭中學校和首爾公演藝術高等學校。2012年，崔真理放棄2013年大學入學考試，把重心放在演藝事業上。

## 演藝事業

### 影視
2012年，崔真理出演由SM娛樂改編自日本知名漫畫《偷偷愛著你》製作的電視劇《致美麗的你》並首次擔當女主角。崔真理在劇中扮演一名陽光且正義的熱血少女，剪掉頭髮扮成男生到了GENIE體育高中就讀。於第19屆SBS演技大賞憑著該劇獲得「新星賞」。
2013年8月13日，SM娛樂證實崔真理出演電影《海賊：汪洋爭霸》，並飾演Black Cat（黑貓）的角色。電影斥資100億韓圜，由李錫勳執導，被媒體譽為韓國版的「加勒比海盗」。崔真理在劇中扮演一名有著活潑個性、擔任氣氛製造者的角色。劇情以朝鮮時代為背景，講述女海盜與男山賊為了抓捕一條鯨魚的過程發生的種種故事。在電影中崔真理亦是首次與韓國著名女演員孫藝珍在大銀幕上合作，孫藝珍在出席制作發布會還稱讚崔真理可愛，拍攝時氣氛非常愉快。f(x)隊長Victoria與SM娛樂旗下歌手一起親身出席於7月29日在首爾紫陽洞樂天影院舉行的VIP試映會作支持。電影於2014年8月6日在韓國上映短短三天，已經突破百萬觀看人次，亮眼成績獲得各界的關注。
2013年12月27日，電影《時尚王》的製作商證實崔真理將與周元攜手合作擔任男女主角。該劇根據同名漫畫《時尚王》而改編，講述故事是為了配得上同班最漂亮的女孩而決定了要成為帥氣男人的一位少年的故事，而崔真理飾演電影中令這位少年改變的「臉讚」少女。
《Real》（韓語：리얼）是2017年6月28日上映的一部韩国情色动作黑色电影，该片讲述了围绕亚洲最大规模赌场中的两个男人的巨大秘密及阴谋，其中掌握黑帮势力的野心勃勃的张泰英与反对势力斗智斗勇的故事。崔真理饰演电影中女主角宋宥华。

### 暫停演藝活動事件
2014年7月25日，SM娛樂於f(x)官方網站公佈崔真理因網路上持續性的惡意評論和不實謠言而身心疲憊，所以向SM娛樂表明想暫停演藝活動，休息一段時間的想法。經SM娛樂慎重考慮過後，決定尊重崔真理的意思，同時基於保護藝人的立場，把活動行程減量到最少，讓她得到充分的休息。10月31日，出席在首爾往十里CGV的《時尚王》媒體試映會和VIP試映會。
2015年1月13日，首次與團員Luna公開出席SM娛樂舉辦的活動。
2016年4月24日，影音網站更出現了名為「去Club的雪莉」的影片，拍下了暫停演藝活動的雪莉在Club內狂歡跳舞的樣子，吸引韓國網民。
雪莉反对当今社会对女性的歧视，生前支持援助女性公益，生产出用品全部捐赠。

### 退出f(x)組合
2015年6月25日，據韓國媒體Herald經濟報導爆料，崔真理將會退出f(x)，專心朝演員的方向前進。但與SM娛樂的合約尚未到期，在這一年之中會做為演員獨自發展。SM娛樂對此事件做出官方回應否認，但並未詳細說明，僅表示「目前內部並未確定崔真理未來動向，會慎重處理。」8月7日，SM娛樂通過韓國社交媒體表示，尊重崔真理集中個人演技活動的意願，同意崔真理退出f(x)組合，改以演員身份繼續進行演藝活動。

## 逝世
2019年10月14日當地時間下午3点21分，京畿道城南市寿井警察署接到崔雪莉经纪人的报案，称崔雪莉在寓所中自縊死亡。SM公司在傍晚證實旗下藝人過世消息，藝人與圈內人也紛紛致哀。據《新京报》报道，她生前曾在直播中情绪失常，疑似罹患憂鬱症。
她生前所養的小貓布林，被生前好友金希澈代為領養，但他在《我家的熊孩子》播畢後，才正式承認此事。
2020年小貓已轉移給另一個朋友金宣雅照顧。

## 影視作品

### 電視劇
| 年份 | 電視台  | 電視劇名稱          | 角色         | 性質           | 參與集數               |
| ---- | ------- | ------------------- | ------------ | -------------- | ---------------------- |
| 2005 | SBS     | 薯童謠              | 善花公主     | 女主角（幼年） | 2005年9月5日           |
| 2005 | SBS     | 愛情需要奇跡        | 孫真         |                | 2005年10月5日－12月8日 |
| 2005 | KBS     | 도깨비가 있다       | 성훈         | 客串           | 2005年6月25日          |
| 2006 | SBS     | 反轉劇-計程車1986   | 吳勝恩       | 女主角（幼年） | 2006年4月2日           |
| 2006 | KBS     | 꽃분이가 왔습니더   | 노꽃분이     | 主演           | 2006年11月18日         |
| 2010 | SBS     | Oh! My Lady 愛你喲  | 時裝秀模特兒 | 客串           | 2010年3月22日          |
| 2011 | SBS     | Welcome to the Show | 崔真理       | 主演           | 全劇                   |
| 2012 | SBS     | 致美麗的你          | 具在熙       | 女主角         | 全劇                   |
| 2019 | tvN     | 德魯納酒店          | 鄭智恩       | 客串           | 10                     |
| 2023 | Netflix | 雪莉，四繹          | 4            | 主演           | 第二季，及特別紀錄片   |

### 電影
| 年份 | 電影名稱                               | 角色   | 性質           |
| ---- | -------------------------------------- | ------ | -------------- |
| 2006 | VACATION                               | 珍珠   | 女主角（幼年） |
| 2007 | 出拳女郎                               | 春辛   | 主演           |
| 2008 | 傻瓜                                   | 芝浩   | 女主角（幼年） |
| 2010 | Sammy's Adventures: The Secret Passage | -      | 韓語配音       |
| 2014 | 海賊：汪洋爭霸                         | 黑貓   | 女配角         |
| 2014 | 時尚王                                 | 恩智   | 女主角         |
| 2017 | Real                                   | 宋有華 | 女主角         |

### 節目主持
| 年份   | 日期                   | 電視台 | 節目             | 共同主持藝人         | 備註   |
| ------ | ---------------------- | ------ | ---------------- | -------------------- | ------ |
| 2010年 | 2月7日－7月11日        | SBS    | 《人氣歌謠》     | 玉澤演、張祐榮       | 固定MC |
| 2010年 | 7月18日－2011年3月13日 | SBS    | 《人氣歌謠》     | 趙權、鄭容和         | 固定MC |
| 2011年 | 3月20日－11月13日      | SBS    | 《人氣歌謠》     | 趙權、李起光、IU     | 固定MC |
| 2012年 | 6月17日                | SBS    | 《人氣歌謠》     | 南優鉉、李鍾碩       | 代班MC |
| 2013年 | 8月1日                 | Mnet   | 《M! Countdown》 | Chanyeol             | 特別MC |
| 2019年 | 6月21日-10月11日       | JTBC   | 《惡評之夜》     | 申東燁、金淑、金鍾旼 | 固定MC |

### 綜藝節目
| 年份   | 日期     | 電視台 | 節目                                         | 共同參與藝人                                                  | 備註       |
| ------ | -------- | ------ | -------------------------------------------- | ------------------------------------------------------------- | ---------- |
| 2010年 | 3月10日  | MBC    | 《偶像軍團紅了！她》                         |                                                               | 嘉賓       |
| 2010年 | 3月17日  | MBC    | 《偶像軍團紅了！她》                         |                                                               | 嘉賓       |
| 2010年 | 7月11日  | SBS    | 《挑戰千曲》                                 | Luna                                                          | 嘉賓       |
| 2010年 | 7月19日  | SBS    | 《挑戰千曲》                                 | Luna                                                          | 嘉賓       |
| 2010年 | 9月12日  | SBS    | 《哈哈夢秀》                                 |                                                               | 嘉賓       |
| 2010年 | 9月23日  | KBS2   | 《中秋特輯 Big Star Show! Dance Grand Prix》 |                                                               | 嘉賓       |
| 2010年 | 10月22日 | SBS    | 《美味的招待》                               |                                                               | 嘉賓       |
| 2011年 | 4月23日  | MBC    | 《我們結婚了》                               |                                                               | 嘉賓       |
| 2011年 | 4月30日  | MBC    | 《我們結婚了》                               |                                                               | 嘉賓       |
| 2011年 | 5月7日   | MBC    | 《我們結婚了》                               |                                                               | 嘉賓       |
| 2011年 | 5月14日  | KBS    | 《接受命令》                                 | Luna                                                          | 嘉賓       |
| 2011年 | 7月19日  | SBS    | 《強心臟》                                   |                                                               | 嘉賓       |
| 2011年 | 8月7日   | SBS    | 《Running Man》EP.55                         | Luna、秀智、朴芝妍                                            | 嘉賓       |
| 2012年 | 1月1日   | SBS    | 《Running Man》EP.75                         | 安昭熙、孝琳、崔始源、珉豪                                    | 嘉賓       |
| 2012年 | 8月21日  | SBS    | 《強心臟》                                   |                                                               | 嘉賓       |
| 2012年 | 8月28日  | SBS    | 《強心臟》                                   |                                                               | 嘉賓       |
| 2013年 | 1月20日  | SBS    | 《Running Man》                              | 珉豪、L、李準、郑容和、李宗泫、光熙                           | 嘉賓       |
| 2013年 | 7月7日   | SBS    | 《Running Man》                              | 朴智星、具滋哲                                                | 嘉賓       |
| 2013年 | 7月14日  | SBS    | 《Running Man》                              | 朴智星、帕特里斯·埃夫拉、珉豪（特別出演）、Xiumin（特別出演） | 嘉賓       |
| 2018年 |          |        | 《真理商店》                                 | 太妍 (客串)、Wendy (客串)                                     | 主持、主角 |

### MV演出
| 年份   | 歌手         | MV                                          | 合作藝人 |
| ------ | ------------ | ------------------------------------------- | -------- |
| 2012年 | Super Junior | Mr.Simple（LG VER.） （页面存档备份，存于） | Victoria |

## 音樂作品

### 數位單曲
| 專輯 | 專輯資料                             | 曲目                                     |
| 1st  | 《Goblin》 - 發行日期：2019年6月29日 | 曲目 1. Goblin 2. On The Moon 3. Dorothy |

## 獎項
| 年份 | 頒獎典禮                   | 獎項         | 提名項目   | 結果 |
| ---- | -------------------------- | ------------ | ---------- | ---- |
| 2005 | Big Ribbon Child Award大賞 | 最漂亮兒童獎 | 不適用     | 獲獎 |
| 2012 | SBS 演技大賞               | 新星獎       | 致美麗的你 | 獲獎 |

## 外部連結
- f(x)的Facebook專頁（英文）
- YouTube上的f(x)頻道（英文）
- 雪莉的Instagram帳戶
- 雪莉的新浪微博
- 雪莉在互联网电影资料库（IMDb）上的資料（英文）